# Besseres Hannover
Besseres Hannover war eine rechtsextremistische Gruppierung aus Niedersachsen. Sie wurde im September 2012 vom niedersächsischen Innenminister Schünemann verboten. Das Verbot ist mit Beschluss des Bundesverwaltungsgerichts vom 6. Januar 2014 unanfechtbar geworden. Überregional bekannt wurde sie auch durch den „Abschiebär“, eine Figur, die in Propagandavideos und bei verschiedenen Veranstaltungen in Deutschland auftrat.

## Geschichte
Die Vereinigung wurde von den niedersächsischen Sicherheitsbehörden seit Ende 2008 beobachtet. Sie bestand als ein loser Zusammenschluss aus Hannover und Umgebung. Bekannt waren 30 Vereinsmitglieder, einschließlich eines ehemaligen Vorsitzenden der NPD in Hannover. Diese nahmen an verschiedenen rechtsextremen Demonstrationen und Veranstaltungen teil. Als „Unsterbliche“ zogen die Rechtsextremen im Sommer 2011 mit Fackeln durch Hannover-Kleefeld; ein Teilnehmer konnte durch die Polizei der Gruppierung Besseres Hannover zugeordnet werden. Ihre Aussagen verbreiteten sie im Internet (auch mit Angeboten zum Musikdownload), in der Zeitschrift bock – Das Sprachrohr der Gegenkultur, die an Schulen verteilt wurde, wie auch in Flugblättern, an Transparenten und Aufklebern im öffentlichen Raum. Vor allem den Bereich um die U-Bahn-Station Altenbekener Damm, die täglich mehrere tausend Schüler benutzen, beklebten sie wiederholt mit einer Vielzahl meist ausländerfeindlicher Aufkleber. Während der CeBIT 2012 wurde ein größeres Spruchband über dem Messeschnellweg aufgehängt. Der Kern ihrer Propaganda war der Kampf gegen „Überfremdung“ und Demokratie mit Aussagen wie „Die Demokraten bringen uns den Volkstod!“. Das moderne aktionsorientierte Konzept der Organisation zielte bewusst auf jugendliche Rechtsextremisten.
Im Dezember 2011 wurde mit dem Abschiebär eine Werbefigur eingeführt. Mehrere Bärenkostüme kamen bei verschiedenen Kampagnen der Vereinigung zum Einsatz. In selbst erstellten Kurzfilmen, die auf verschiedenen Videoportalen abrufbar waren, wurden in Deutschland lebende Personen mit Migrationshintergrund zur Rückreise in ihre Herkunftsländer aufgefordert. Im bekanntesten Film war ein türkischer Dönerverkäufer in der hannoverschen Südstadt als Akteur unwissentlich involviert. Weil der Bärendarsteller in einer weiteren Szene den Arm zum Hitlergruß hebt, wurde von der Staatsanwaltschaft Hannover ein Verfahren wegen „Verwendens von Kennzeichen verfassungswidriger Organisationen“ (§ 86a StGB) eingeleitet. Ein Mitglied von Besseres Hannover verschickte E-Mails mit dem verlinkten Video an verschiedene niedersächsische Politiker, darunter auch die niedersächsische Integrationsministerin Aygül Özkan. Beim Tag der offenen Tür des Schweriner Schlosses im Juni 2012 erschien die Landtagsfraktion der NPD zusammen mit dem Abschiebären.
Die Vereinigung arbeitete zusammen mit dem Thiazi-Forum, der hannoverschen Rechtsrock-Band Nordfront und den brandenburgischen Spreelichtern.

## Verbot
Die Vereinigung wurde im Juli 2012 vom niedersächsischen Innenministerium als „die aktivste neonazistische Gruppierung in Niedersachsen“ bezeichnet. Ihr Verbot wegen Bildung einer kriminellen Vereinigung (§ 129 StGB) erfolgte am 25. September 2012. Zwischen dem Beginn der Beobachtung 2008 und dem Verbot 2012 wurden insgesamt 24 Strafverfahren mit Bezug zu Besseres Hannover gegen bekannte oder unbekannte Personen eingeleitet, mehrheitlich Propagandadelikte. Als ein „prägendes Vereinskennzeichen“ wurde jede öffentliche Verwendung des Abschiebären untersagt.
Aufgrund des Verbots wurde nicht nur die Website der Vereinigung abgeschaltet, sondern auch das offizielle Twitter-Konto blockiert. Das soziale Netzwerk hat in diesem Fall erstmals von seiner Möglichkeit Gebrauch gemacht, Profile nur in einem bestimmten Land zu sperren (länderspezifische Abschaltung).
Gegen die Verbotsverfügung reichte Anwalt Udo Vetter eine Klage im Auftrag eines ehemaligen Mitglieds ein. Die Klage wurde vom Oberverwaltungsgericht Lüneburg durch Urteil vom 3. September 2013 abgewiesen. Die Revision wurde nicht zugelassen. Mit Beschluss des Bundesverwaltungsgerichts vom 6. Januar 2014, der die Beschwerde gegen die Nichtzulassung der Revision vom 7. November 2013 zurückwies, ist das Verbot unanfechtbar geworden. Ein ehemaliges Mitglied musste sich 2015 wegen etlicher Angriffe auf Parteibüros, Beschädigung einer Dönerbude sowie einer Gedenktafel für eine von den Nazis zerstörte Synagoge vor dem Amtsgericht Springe verantworten.